# Coleophora albacostella
Coleophora albacostella é uma espécie de mariposa do gênero Coleophora pertencente à família Coleophoridae.